# Svetovno prvenstvo v podvodnem hokeju 1994
Svetovno prvenstvo v podvodnem hokeju 1994 je potekalo v Grand Couronne (Rouen, Francija).

## Rezultati

### Moški
1. Avstralija
2. Republika Južna Afrika
3. ZDA
4. Francija

### Ženske
1. Avstralija
2. Republika Južna Afrika
3. Združeno kraljestvo
4. Francija

### Moški veterani
1. Republika Južna Afrika
2. Združeno kraljestvo
3. Avstralija
4. Francija